# Mimirs Söhne
Mimirs Söhne werden in der nordischen Mythologie genannt. In der Völuspá, einem Lied der Lieder-Edda, spielen sie beim Gjallarhorn des Gottes Heimdall, als Ragnarök beginnt. Ansonsten werden sie in der altnordischen Literatur nicht erwähnt. Es ist unklar, wer sie sind und welche Aufgabe sie in der nordischen Mythologie übernehmen. Ihrer Natur nach sind sie entweder Riesen wie Mimir oder  naturmythologische Personifikationen der Flüsse, die aus Mimirs Brunnen entspringen. Beim Gjallarhorn drückt wahrscheinlich eine Ortsangabe aus, die Mimirs Quelle unter dem Weltenbaum Yggdrasil meint. Sieht man in ihnen Personifikationen, so beschreibt die Völuspá in Mythensprache, wie zu Beginn Ragnaröks die Flüsse anschwellen, denn altnordisch leika kann neben ‚spielen‘ auch ‚tanzen, sich bewegen‘ bedeuten. So lässt sich daraus schließen, dass sie eine Flut verursachen, die das Land überschwemmt. Dass der Beginn von Ragnarök auch von einer Flutkatastrophe begleitet wird, bezeugt eine andere Stelle der altnordischen Literatur, die vielleicht damit im Zusammenhang steht:

„Das Meer steigt bei Unwettern zum Himmel selbst, schwemmt über die Länder […]; dann ist’s bestimmt, dass die Ratenden [das sind die Götter] ein Ende nehmen.“